# Теша (річка)

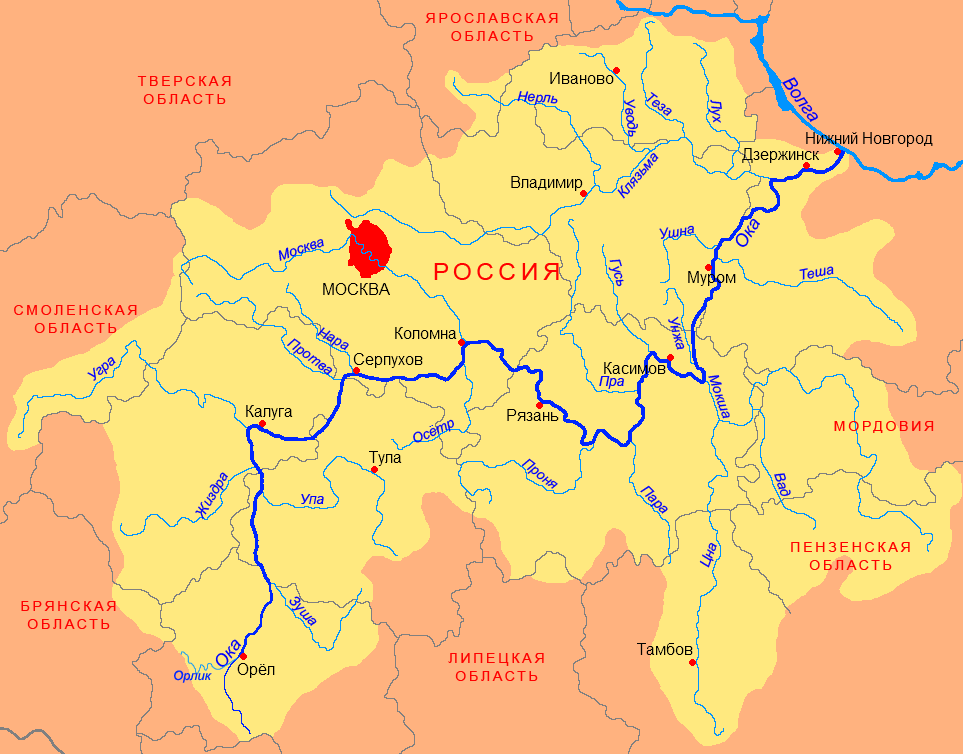
Басейн Оки

Теша (рос. Тёша) — річка в Нижньогородській області Росії, права притока Оки.
Довжина 311 км, площа басейну за одними даними 8000 км², за іншим — 7800 км².

## Опис

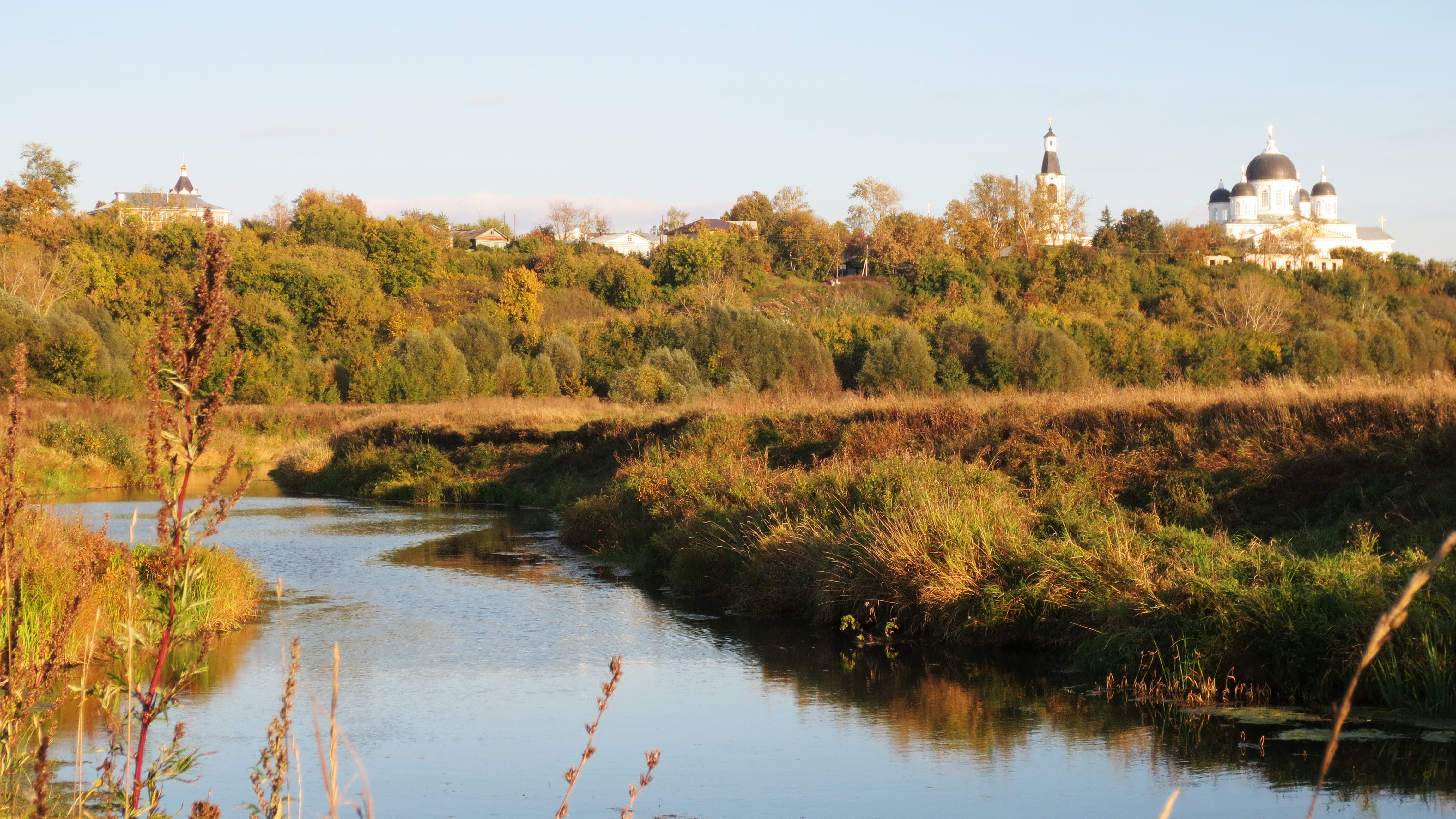
Теша в Арзамасі. На задньому плані — Воскресенський собор

Має витік і протікає по Приволзькій височині, у низів'ї — по Оксько-Тешській низині.
Протікає територією Навашинського, Кулебакського, Ардатовського, Арзамаського, Шатковського та Лукояновського районів. Основний напрямок течії — з південного сходу на північний захід.
Витік річки на вододілі з басейном Сури біля села Велике Мамлеєво (Лукояновський район) приблизно за 5 км на південь від міста Лукоянов. Гирло річки знаходиться нижче міста Мурома.
Найбільші притоки: Ельтма, Акша, Іржа, Нуча, Леметь, Ломовка, Шилокша — ліві; Серьожа, Шамка — праві.
Живлення річки переважно снігове. Середньорічна витрата води — за 230 км від гирла близько 4 м³/с. Середня дата льодоставу — 25 жовтня, середня дата скресання криги — 5 квітня. У районі робітничого селища Шатки ширина річки близько 10 метрів, в Арзамасі — близько 20-30, у нижній течії річка розширюється до 50 метрів.
Розвинений водний туризм. Несудноплавна.
Долина річки щільно заселена. Найбільші населені пункти на річці — міста Арзамас і Лукоянов. Крім того річка протікає селища Шатки, Теша і Гремячево, велике село Натальїно, а також численні більш дрібні села та присілки.
У верхів'ях протікає по району з вираженими явищами карсту. Близько сіл Архангельське і Пасьяново — мінеральні джерела з сульфатно-кальцієвими та сірководневими водами. Між селом Архангельське і селом Озерки у заплаві Теши кілька карстових озер з лікувальними грязями.

## Великі притоки (км від гирла)
- 35 км: річка Ледь (пр)
- 44 км: річка Серьожа (пр)
- 68 км: струмок Чна (пр)
- 78 км: струмок Пестяй (пр)
- 88 км: річка Шилокша (лв)
- 95 км: річка Ломовка (лв)
- 110 км: струмок Манасіха (пр)
- 116 км: річка Леметь (лв)
- 134 км: струмок Нукс (пр)
- 145 км: річка Нуча (лв)
- 162 км: річка Тіржа (лв)
- 178 км: річка Іржа (лв)
- 212 км: річка Шамка (пр)
- 214 км: річка Акша (лв)
- 240 км: струмок Озерки (лв)
- 248 км: струмок Биков Майдан (пр)
- 257 км: струмок Єлховка (Вонячка) (лв)
- 262 км: річка Єльтма (лв)
- 263 км: річка Нацма (лв)
- 272 км: струмок Астра (пр)
- 277 км: річка Нарзімка (лв)
- 281 км: річка Пша (пр)
- 283 км: річка Пойка (лв)
- 290 км: річка Патерга (лв)

## Дані водного реєстру
За даними державного водного реєстру Росії відноситься до Окського басейнового округу, водогосподарська ділянка річки — від витоку і до гирла, річковий підбасейн річки — басейни приток Оки від Мокші до впадання у Волгу. Річковий басейн річки — Ока.
Код об'єкта у державному водному реєстрі — 09010300212110000030397.